# Франтишек Чапек
Франтишек Чапек (чеш. František Čapek (Брањице, 24. октобар 1914 — Праг, 31. јануар 2008) био је чехословачки кануиста који се такмичио за репрезентацију Чехословачке у другој половини 40-их  до половине 50-их година прошлог века. Олимпијски је победник на Олимпијским играма у Лондону1, другопласирани на 4. Светском првенству 1954., добитник многих регата националног и међународног значаја. Познат и као тренер кајака и кануа.

## Биографија
Франтисек Цзапек је рођен 24. октобра 1914. године у селу Брањице у Краљевини Бохемији (данас део Јужно-чешке регије Чешке Републике). У детињству је активно се бавио боксом, а веслањем и вожњи кануа већ у прилично зрелом годинама због прелома стопала. Прво је био у Прашком спортском клубу KVS, а касније након Другог светског рата прешао је у војни клуб Дуклу. Био је учесник у Прашком устанку 1945. године.
Први велики успех на вишем међународном нивоу постгао је 1948., када је захваљујући низу успјешних такмичења, позван у репрезентацију Чехословачке за учешће на Летњим олимпијским играма у Лондону. Такмичење није почело добро, јер је пре сваке трке традиционално направио 30 склекова, али овај пут није могао да их направи. Међутим, кану је без проблема савладао дистанцу од 10 км, далеко испред свих својих ривала са великом разликом (најближи пратилац био је Американац Френк Хејвенс заостао је 200 метара и изгубио више од 35 секунди), освојио је златну медаљу.
Као олимпијски победник Чапек наставља да учествују у великим међународним регатама. Тако је 1950. учествовао на Светском првенству у Копенхагену, али није био међи освајачим медаља. Завршио је као четврти. Године 1954. је поново на Светском првенству у француском Мацону, где осваја сребрну медаљу, у вожњи Ц-1 на 10.000 метара. У финишу га је победио земљак Јиржи Вокнер. Убрзо након завршетка такмичења, одлучио је да заврши своју спортску каријеру, остављајући место тиму младих чехословачких веслача.
Још дуго је остао је кајакаштву као тренер, посебно је обучавао талентоване спортисте у свом клубу Дукли. Године 1978. се повукао из спортских активности, а затим је пензионисан.
Умро је 31. јануара 2008. године у Прагу у 93. години.